# Tsutomu
Tsutomu  è un nome proprio di persona giapponese maschile.

## Origine e diffusione
È scritto in giapponese 努 e significa "lavoratore" oppure "duro lavoro".

## Onomastico
Si tratta di un nome adespota, in quanto non esistono santi chiamate così. L'onomastico si festeggia dunque il 1º novembre, giorno di Ognissanti.

## Persone
- Tsutomu Hata, politico giapponese
- Tsutomu Hioki, astronomo giapponese
- Tsutomu Kitagawa, attore giapponese
- Tsutomu Miyazaki, serial killer giapponese
- Tsutomu Narita, vero nome di Ken Narita, doppiatore e attore giapponese
- Tsutomu Nihei, fumettista giapponese
- Tsutomu Ōshima, artista marziale giapponese
- Tsutomu Ōyokota, nuotatore giapponese
- Tsutomu Seki, astronomo giapponese
- Tsutomu Shibayama, regista e sceneggiatore giapponese
- Tsutomu Shimomura, scienziato e informatico giapponese
- Tsutomu Sonobe, calciatore giapponese
- Tsutomu Takahashi, fumettista giapponese
- Tsutomu Yamaguchi, ingegnere giapponese

## Altro
- 7713 Tsutomu è un asteroide della fascia principale.